# Villotte-Saint-Seine
Villotte-Saint-Seine è un comune francese di 65 abitanti situato nel dipartimento della Côte-d'Or nella regione della Borgogna-Franca Contea.

## Società

### Evoluzione demografica
Abitanti censiti